# إيفان رودريغيز (لاعب كرة قدم أمريكية)
إيفان رودريغيز (بالإنجليزية: Evan Rodriguez)‏ هو لاعب كرة قدم أمريكية أمريكي، ولد في 21 سبتمبر 1988 في ذا برونكس في الولايات المتحدة.

## وصلات خارجية
- إيفان رودريغيز على موقع مرجع كرة القدم المحترفة.كوم (الإنجليزية)